# Белобрюхая каламария
Белобрюхая каламария, или белобрюхая карликовая змея (лат. Calamaria albiventer) — вид змей семейства ужеобразных. Эндемик Сингапура и Суматры. Встречается на высоте до 1410 м в лесах.
Хотя ареал данного вида ограничен, но в пределах ареала он широко распространён и обычен, численность популяции стабильна, а большая часть ареала ограничена заповедными областями. Международный союз охраны природы присвоил этому виду охранный статус «Вызывающий наименьшие опасения».